# برونو دا سیلوا لوپز
برونو دا سیلوا لوپز (به پرتغالی: Bruno da Silva Lopes) مهاجم، مهاجم اهل برزیل است که در شهر کوریتیبا و در تاریخ ۱۹ اوت ۱۹۸۶ به دنیا آمده‌است.
برونو دا سیلوا لوپز در تیم‌های فوتبال Figueirense سابقهٔ حضور دارد.